# Episodi di Cedar Cove (prima stagione)
La prima stagione della serie televisiva Cedar Cove è stata trasmessa negli Stati Uniti da Hallmark Channel dal 20 luglio 2013 al 12 ottobre 2013.
In Italia è stata trasmessa da Rai 1 dal 1º luglio 2015 al 12 agosto 2015.
| nº | Titolo originale             | Titolo italiano           | Prima TV USA      | Prima TV Italia |
| -- | ---------------------------- | ------------------------- | ----------------- | --------------- |
| 1  | Pilot                        | La rinuncia               | 20 luglio 2013    | 1º luglio 2015  |
| 2  | A House Divided              | Il faro                   | 27 luglio 2013    | 8 luglio 2015   |
| 3  | Reunion                      | Padre e figlio            | 3 agosto 2013     | 8 luglio 2015   |
| 4  | Suspicious Minds             | Lo sconosciuto            | 10 agosto 2013    | 15 luglio 2015  |
| 5  | For the Sake of the Children | Questioni di famiglia     | 17 agosto 2013    | 15 luglio 2015  |
| 6  | Free Spirits                 | Scelta d'amore            | 24 agosto 2013    | 22 luglio 2015  |
| 7  | Help Wanted                  | Una seconda occasione     | 31 agosto 2013    | 22 luglio 2015  |
| 8  | And The Winner Is...         | Il gioco delle coppie     | 7 settembre 2013  | 29 luglio 2015  |
| 9  | Old Flames, New Sparks       | Sotto la cenere           | 14 settembre 2013 | 29 luglio 2015  |
| 10 | Conflicts of Interest        | Segreti                   | 21 settembre 2013 | 5 agosto 2015   |
| 11 | Stormfront                   | Pene d'amore              | 28 settembre 2013 | 5 agosto 2015   |
| 12 | A New Life                   | Il tempo di essere felici | 5 ottobre 2013    | 12 agosto 2015  |
| 13 | Homecoming                   | Il tempo di essere felici | 12 ottobre 2013   | 12 agosto 2015  |